# Prostaglandine F2α
La prostaglandine F2α (PGF2α), appelée dinoprost en pharmacie, est une prostaglandine naturelle utilisée pour déclencher l'accouchement ainsi que l'avortement.

## Synthèse
Elle est synthétisée à partir de l'acide arachidonique avec l'aide des cyclooxygènases 1 et 2. Elle est rapidement métabolisée en plusieurs composants inactifs, dont le 15-Keto-dihydro-PGF2α, dosable dans le sang et les urines. La mesure du taux urinaire de ce dernier est cependant variable durant le nycthémère imposant le recueil des urines de 24 h ou d'effectuer le dosage sur celles du matin.

## Rôles
Chez les mammifères domestiques, elle est produite par l'utérus après stimulation par l'ocytocine dans le cas où il n'y a pas eu d'implantation au cours de la phase folliculaire. Elle agit sur le corps jaune pour provoquer la lutéolyse et former le corps albicans en stoppant la production de progestérone. L'action de la PGF2α est dépendante du nombre de récepteurs de la PGF2α sur la membrane du corps jaune.
Des taux significativement plus élevés d'isoforme 8-iso-PGF2α ont été mesurés chez les patients souffrant d'endométriose, établissant peut-être ainsi le lien causal dans le stress oxydant associé à l'endométriose.
Elle joue un rôle également dans l'inflammation, et probablement, dans la formation de l'athérome. Son taux est corrélé avec le risque de survenue de maladies cardio-vasculaires.
Elle pourrait intervenir dans la genèse des cancers.